# Pawel Pawlowitsch Scherstjankin
Pawel Pawlowitsch Scherstjankin (russisch Павел Павлович Шерстянкин; * 20. Juli 1937 im Dorf Utan, Rajon Tschernyschewsk, Oblast Tschita) ist ein sowjetisch-russischer Geophysiker.

## Leben
Scherstjankin studierte an der Lomonossow-Universität Moskau in der Physikalischen Fakultät am Lehrstuhl für Physik der Meere und Süßwasserseen mit Abschluss 1960.
Scherstjankin war 1959 Laborant der Baikal-Limnologie-Station der Ostsibirischen Filiale der Akademie der Wissenschaften der UdSSR (AN-SSSR, seit 1991 Russische Akademie der Wissenschaften (RAN)) geworden, die 1961 das Limnologische Institut in Irkutsk wurde. Dort wurde er wissenschaftlicher Mitarbeiter.
Scherstjankin verteidigte 1973 unter Führung des Moskauer Schirschow-Instituts für Ozeanographie der AN-SSSR im Sewastopoler Marine-Institut für Hydrophysik der AN-SSSR mit Erfolg seine Dissertation über das Lichtfeld im Baikalsee unter dem Eis für die Promotion zum Kandidaten der physikalisch-mathematischen Wissenschaften.
Scherstjankin entwickelte mit Leonid Kolotilo Korrekturen für die Tiefenmessungen im Baikalsee, die die Grundlage für die modernen Baikal-Seekarten wurden.
Scherstjankin verteidigte 1993 unter Führung des Marine-Instituts für Hydrophysik der Ukrainischen Akademie der Wissenschaften im Schirschow-Institut für Ozeanographie der RAN mit Erfolg seine Doktor-Dissertation über Ozean-typische optische Strukturen und Fronten im Baikalsee für die Promotion zum Doktor der physikalisch-mathematischen Wissenschaften.
Scherstjankin nahm an dem 1999 beschlossenen belgisch-spanisch-russischen Projekt zur Erstellung einer digitalisierten Seekarte des Baikalsees  teil.
Scherstjankin führte Untersuchungen zu der von Kolotilo und anderen entwickelten D-SELF-Theorie der Selbstorganisation und Selbstregulation natürlicher Systeme durch. Ein Forschungsschwerpunkt wurde der Baikalsee als Ökosystem.
Scherstjankin ist Vollmitglied der Russischen Geographischen Gesellschaft.